# Народна странка (Србија)
Народна странка (НС) је либерално-конзервативна политичка странка десног центра у Србији. Основана је и уписана у Регистар политичких организација у Београду, октобра 2017. године, након што је Мирослав Алексић уступио свој Народни покрет Србије. Тиме је скраћена процедура прикупљања потписа за оснивање политичке странке и избегнута могућа узурпација имена странке.

## Историја

### Оснивање
Оснивачка скупштина Народне странке одржана је 22. октобра 2017, а за првог председника изабран је Вук Јеремић, бивши председник Генералне скупштине Организације уједињених нација (2012—2013) и бивши министар спољних послова Републике Србије (2007—2012), за потпредседнике изабрани су  Мирослав Алексић (први потпредседник) , Санда Рашковић Ивић, Здравко Понош, Синиша Ковачевић, Светозар Чиплић и Никола Јовановић. Чланови Народне странке, удружили су се са вером и убеђењем у могућност промена, у снагу и потенцијал Србије да се усправи и превазиђе проблеме са којима се суочава, да својим ангажовањем допринесу стварању нове политичке снаге и организације.

## Идеологија и политичка платформа
Народна странка баштини како националне тако и грађанске вредности. Основана је са идејом да постане модерна европска политичка организација са јасном идеологијом, која жели да окупи широки народни фронт против актуелне власти у Републици Србији. Њено деловање се заснива на поштовању националних и демократских начела као и грађанског родољубља.
Један од основних постулата Народне странке јесте да Република Србија треба да настави свој европски пут развитка друштва, институција и владавине права, али у мери у којој они доприносе заштити наших националних интереса и пажљиво пратећи даљи развој и институционалну еволуцију Европске уније. Сматрају да Србија мора да сарађује са целим светом, али да су за нас од посебног значаја Европска унија, Русија, САД и Кина. Залажу се за уређење стање у нашој земљи, ојачати је економски и привредно кроз низ мера за које ће се Народна странка залагати, као што су: веће јавне и приватне инвестиције у инфраструктуру, подршку пољопривреди, повећање енергетске ефикасности, подршку развоја приватног сектора и подстицање предузетништва, ревитализацију државне имовине. Иницирали су друштвени договор о Стратегији развоја Србије за 21. век чије је остварење бити у интересу целокупног друштва.
Народна странка се залаже за деполитизацију апарата служби безбедности, као и за усвајање Закона о лустрацији. Они инсистирају на поништењу измена и допуна Закона о раду из 2014. године, којима су умањена готово сва права радника, и на укидању закона којима су умањене пензије и угрожено мирно уживање стечених имовинских права. Као свој апсолутни приоритет Народна странка наводи стварање услова за запошљавање људи у Републици Србији, и заустављање партијског запошљавања које урушава стубове економије и друштва. Залажу се за активну популациону политику, која подразумева већу помоћ породици, нарочито мајкама и младим брачним паровима. Предлажу проглашење Деценије породице и спровођење десетогодишњег плана финансијских и нефинансијских мера повећања наталитета у Србији.

## Програм
Ми, грађани и грађанке Републике Србије, удружени у Народну странку, желимо да покренемо процес темељних промена постојећег система. Вођени визијом, начелима, циљевима и идејама нашег Програма, наступамо са оптимизмом и новом енергијом, одлучни да дамо кључни допринос обнови и препороду свог народа и државе. У остваривању основних програмских циљева Народна странка ће се придржавати свих демократских начела и начела легалитета и легитимитета и учествовати у свим облицима парламентарне и ванпарламентарне борбе, обликовањем воље грађана кроз благовремено заузимање политичких ставова о свим битним питањима јавног живота, праћење рада државних органа, аутономних покрајина и јединица локалне самоуправе и других носилаца јавних функција, као и кроз сарадњу са домаћим и међународним политичким организацијама истих или сличних програмских циљева.

### Основна програмска начела Народне странке:
- Спровођење нове и савремене развојне политике
- Бескомпромисна борба за социјалну правду, радничка права и боље здравство
- Неприкосновеност владавине права и грађанских слобода, као и обнављање демократских институција
- Брига за националне интересе, неговање најбољих вредности наше традиције и културе, враћање достојанства народу и држави
- Одговорно и домаћинско управљање националним ресурсима, као и пружање активне подршке пољопривреди
- Стварање безбедне државе и сигурност за све њене грађане
- Повратак слободе мишљења и пристојности у јавни простор, јачање улоге културе и образовања, гарантовање медијских слобода
- Изградња достојне позиције за Републику Србију у региону и свету
- Темељна измена политичког и изборног система, функционална децентрализација у Републици Србији
- Одлучни отклон и примена санкција према појединцима који су злоупотребили јавне функције и државне ресурсе[7]

## Организација
Народна странка је јединствена организација свих чланова заснована на територијалном принципу и која уважава различитост својих делова и чланова. Странком управљају чланови непосредно или преко својих представника у органима странке. Управљање Странком засновано је на начелима демократије и слободе изражавања мишљења, као и одговорности и солидарности у извршавању заједничких одлука.

### Органи управљања Народне странке
Скупштина, Главни одбор, Председништво, Колегијум председништва, Председник, Потпредседник, Извршни одбор, Статутарна комисија, Надзорни одбор, Генерални секретар

### Тела у организацији Народне странке
Политички савет, Интернационални секретар, Ресорни одбор, Генерални секретаријат, Портпарол, Изборни штаб, Форум жена, Организација младих

### Органи Народне странке са ужом територијалном надлежношћу
Скупштина територијалне организације, Месни одбор, Општински одбор, Градски одбор, Покрајински одбор, Извршни одбор покрајинског и градског одбора

## Резултати на парламентарним и председничким изборима
| Избори | Коалиција        | # гласова | % од важећих | # посланика | Влада          |
| ------ | ---------------- | --------- | ------------ | ----------- | -------------- |
| 2020.  | Савез за Србију  | бојкот    | бојкот       | 0 / 250     | ван парламента |
| 2022.  | Уједињена Србија | 520.469   | 14,09%       | 12 / 250    | опозиција      |
| 2023.  | -                | 33.388    | 0,90%        | 0 / 250     | ван парламента |

| Година | Вођа        | Гласови | % од важећих | Мандати | Промена | Коалиција | Статус |
| ------ | ----------- | ------- | ------------ | ------- | ------- | --------- | ------ |
| 2020   | Вук Јеремић | 133.261 | 32,55%       | 0 / 81  | 1       | ЗБЦГ      |        |

### Председнички избори
| Година | Кандидат      | #  | 1. круг гласања | % о важећих | # | 2. круг гласања | % од важећих | Детаљи                              |
| ------ | ------------- | -- | --------------- | ----------- | - | --------------- | ------------ | ----------------------------------- |
| 2022.  | Здравко Понош | 2. | 698.538         | 18,84%      |   |                 |              | кандидат коалиције Уједињена Србија |

## Истакнути чланови
- Вук Јеремић, бивши председник Странке
- Ања Јевић, генерални секретар Странке
- Синиша Ковачевић, потпредседник Странке
- др Гордана Чабрић, потпредседница Странке
- Боривоје Боровић, Ресорни одбор за правосуђе
- Владимир Гајић, председник странке, бивши председник Правног Савета
- Чедомир Антић, Политички савет Странке
- Бранислав Томашевић, глумац и посланик странке

## Симболи
Странка има знак и заставу. Знак Странке је стилизовани знак одобравања чији је доњи крак плаве боје, а горњи крак црвене боје. Страначка слава обележава се 12. маја — Свети Василије Острошки.